# نيت هيوز
نيت هيوز (بالإنجليزية: Nate Hughes)‏ هو لاعب كرة قدم أمريكية أمريكي، ولد في 18 يناير 1985 في ماكون في الولايات المتحدة.

## وصلات خارجية
- نيت هيوز على موقع مرجع كرة القدم المحترفة.كوم (الإنجليزية)